# Zosterophyllopsida
Zosterophyllopsida é uma classe extinta de plantas vasculares produtoras de esporos conhecida do registo fóssil do período compreendido entre o final do Silúrico e a fase inicial do Devónico (quando o agrupamento é considerado no nível taxonómico de divisão é designado por Zosterophyllophyta †). Na sua presente circunscrição taxonómica a classe tem a ordem Zosterophyllales † e também a ordem Sawdoniales, a ordem Zosterophyllales tem como única família as Zosterophyllaceae †. Está entre as mais antigas plantas vasculares encontradas no registo fóssil, sendo provavelmente o grupo basal de Lycopodiophyta, incluindo os antepassados deste grupo.

## Descrição
Possui esporângios laterais, reniformes, ramificados dicotomicamente, crescendo nas pontas por desenrolamento. Alguns possuíam ramos lisos, outros possuíam ramos cobertos por pequenos espinhos.
Eram, em sua maioria, plantas homosporadas, ou seja, produziam apenas um tipo de esporo que ao germinar originava um gametófito bissexuado. Também não apresentavam folhas. Ambas essas características também são comuns a outras traqueófitas primitivas. O cilindro vascular (estelo) era do tipo protostelo, constituído por um cilindro sólido de tecidos vasculares. Não possuíam crescimento secundário sendo seu corpo constituído inteiramente de tecidos primários, assim como em outras plantas vasculares primitivas. O crescimento secundário só surgiu posteriormente no Devoniano Médio, há cerca de 380 milhões de anos. As zosterofilófitas tornaram-se extintas em torno do final do Devoniano, há cerca de 360 milhões de anos, assim como as riniófitas e trimerófitas. 